# Neuvillette-en-Charnie

Neuvillette-en-Charnie este o comună în departamentul Sarthe, Franța. În 2009 avea o populație de 299 de locuitori.